# Lysiteles dentatus
Lysiteles dentatus är en spindelart som beskrevs av Tang et al. 2007. Lysiteles dentatus ingår i släktet Lysiteles och familjen krabbspindlar. Inga underarter finns listade i Catalogue of Life.